# Veronique Coene
Pour les articles homonymes, voir Coene.
Veronique Coene, née le 17 octobre 1977 à Gand, est une cycliste belge, championne de Belgique de la course aux points en 1996. Elle pratique aussi l'athlétisme et le triathlon.

## Palmarès sur route
- 2003
  - Grembergen

## Palmarès sur piste

### Championnats nationaux
- 1993
  - 3e du 500 mètres
  - 3e de la vitesse
- 1994
  - 3e du 500 mètres
- 1995
  - 2e de la course aux points
  - 3e de l'omnium
  - 3e de la vitesse
- 1996
  -  Championne de la course aux points
  - 2e de la poursuite
  - 3e de l'omnium
- 1997
  - 2e de la course aux points
- 2000
  - 3e du 500 mètres
  - 3e de la course aux points
  - 3e de la vitesse
- 2001
  - 2e de la course aux points
  - 2e de la poursuite
  - 3e du 500 mètres
  - 3e de la vitesse

## Palmarès en VTT
- 2003
  - Knokke Beach Challenge